# Canton de Fère-en-Tardenois
Le canton de Fère-en-Tardenois est une circonscription électorale française située dans le département de l'Aisne et la région Hauts-de-France.
À la suite du redécoupage cantonal de 2014, les limites territoriales du canton sont remaniées. Le nombre de communes du canton passe de 23 à 84.

## Géographie
Ce canton est organisé autour de Fère-en-Tardenois dans l'arrondissement de Château-Thierry. Son altitude varie de 73 m (Le Charmel) à 247 m (Vézilly) pour une altitude moyenne de 147 m.

## Histoire

### Révolution française

Carte du canton de Fère-en-Tardenois en 1790.

Le canton est créé le 18 février 1790 sous la Révolution française,.
Le canton a compté onze communes avec Fère-en-Tardenois pour chef-lieu au moment de sa création : Courmont, Fère-en-Tardenois, Fresnes, Mareuil-en-Dôle, Nesles, Ronchères, Saponay, Sergy, Seringes, Villeneuve-sur-Fère et Villers-sur-Fère. Il est une subdivision du district de Château-Thierry qui disparait le 5 fructidor An III (22 août 1795).
Entre 1790 et 1794, les communes de Seringes et Nesles fusionnent pour former la commune de Seringes-et-Nesles. La composition communale passe de 11 à 10 communes.
Lors de la création des arrondissements par la loi du 28 pluviôse an VIII (17 février 1800), le canton est rattaché à l'arrondissement de Château-Thierry.

### 1801-2015
L'arrêté du 3 vendémiaire an X (25 septembre 1801) entraine un redécoupage du canton qui est conservé et agrandi. Quatre communes du canton de Coincy (Brécy, Bruyères, Coincy et Nanteuil-Notre-Dame) et huit communes du canton de Coulonges (Aiguizy, Cierges, Cohan, Coulonges, Dravegny, Goussancourt, Vézilly et Villers-Agron) intègrent le canton. Deux communes du canton de Mont-Saint-Père (Beuvardes et Le Charmel) rejoignent également le canton. À la suite de cette recomposition, la composition communale du canton est de 25 communes.
Par ordonnance du 2 juin 1819, la commune de Villers-Agron et Aiguizy fusionnent pour former la commune de Villers-Agron-Aiguizy,. Le canton comprend 24 communes à la suite de cette fusion. 
Par la loi du 12 décembre 1924, la commune de Loupeigne est détachée du canton d'Oulchy-le-Château de l'arrondissement de Soissons pour intégrer le canton de Fère-en-Tardenois,. Le canton est composé alors de 24 communes.
Par décret du 10 septembre 1926, l'arrondissement de Château-Thierry est supprimé. Le canton de Fère-en-Tardenois est rattaché à l'arrondissement de Soissons. 
La loi du 1er juin 1942 rétablit l'arrondissement de Château-Thierry dans ses limites au moment de sa suppression en 1926. Le canton de Fère-en-Tardenois est détaché de l'arrondissement de Soissons pour rejoindre l'arrondissement de Château-Thierry.
En 1956, les communes de Bruyères, de Fresnes et Coulonges prennent les noms de Bruyères, de Coulonges-en-Tardenois et de Fresnes-en-Tardenois,,.
Par arrêté préfectoral du 7 décembre 1970, les communes de Cohan et de Coulonges fusionnent le 1er janvier 1971 pour former la commune de Coulonges-Cohan,. Sa composition communale passe de 24 à 23 communes et elle n'évolue pas jusqu'en mars 2015. Le canton portait le code canton 0215.

### Après le redécoupage de 2015
Un nouveau découpage territorial de l'Aisne entre en vigueur en mars 2015, défini par le décret du 21 février 2014, en application des lois du 17 mai 2013 (loi organique 2013-402 et loi 2013-403). Les conseillers départementaux sont, à compter de ces élections, élus au scrutin majoritaire binominal mixte. Les électeurs de chaque canton élisent au Conseil départemental, nouvelle appellation du Conseil général, deux membres de sexe différent, qui se présentent en binôme de candidats. Les conseillers départementaux sont élus pour 6 ans au scrutin binominal majoritaire à deux tours, l'accès au second tour nécessitant 12,5 % des inscrits au premier tour. En outre la totalité des conseillers départementaux est renouvelée. Ce nouveau mode de scrutin nécessite un redécoupage des cantons dont le nombre est divisé par deux avec arrondi à l'unité impaire supérieure. 
Dans l'Aisne, le nombre de cantons passe ainsi de 42 à 21. Le canton de Fère-en-Tardenois fait partie des treize cantons du département, dont les limites territoriales sont remaniées, les huit autres sont des nouveaux cantons. Avec ce redécoupage, les cantons de Braine et de Vailly-sur-Aisne sont regroupés avec celui de Fère-en-Tardenois sauf les communes d'Acy, de Sermoise, de Serches et de Vregny. La commune de Monampteuil, appartenant auparavant au canton d'Anizy-le-Château est également adjoint au canton. Brécy, Coincy et Villeneuve-sur-Fère sont détachés du canton pour rejoindre celui de Château-Thierry.  Le bureau centralisateur est fixé à Fère-en-Tardenois. Il groupe désormais 84 communes et devient le canton du département comptant le plus de communes avec un nouveau code canton 0205. Le canton se situe désormais sur trois arrondissements, celui de Château-Thierry, celui de Soissons et celui de Laon.
Au 1er janvier 2016, sept communes se sont regroupées pour former la commune nouvelle des Septvallons : Glennes, Longueval-Barbonval, Merval, Perles, Révillon, Vauxcéré et Villers-en-Prayères fusionnent. Le nombre de communes du canton passe alors de 84 à 78.
Par arrêté préfectoral du 20 décembre 2016, la commune de Monampteuil, située dans l'arrondissement de Laon, est détachée le 1er janvier 2017 de cet arrondissement pour intégrer celui de Soissons. Le canton est alors réparti entre les arrondissements de Château-Thierry et de Soissons.
Au 1er janvier 2022, les communes de Bazoches-sur-Vesles et Saint-Thibaut se sont regroupées pour former la commune nouvelle de Bazoches-et-Saint-Thibaut. Le nombre de communes du canton passe alors de 78 à 77.
Au 1er janvier 2025, les communes de Filain et de Pargny-Filain fusionnent pour constituer la commune nouvelle de Pargny-et-Filain. Le nombre de communes du canton passe alors de 77 à 76.

## Représentation

### Conseillers d'arrondissement (de 1833 à 1940)
Le canton de Fère-en-Tardenois avait deux conseillers d'arrondissement jusqu'en 1919.
| Période                                  | Période      | Identité                            | Étiquette           | Qualité |
| ---------------------------------------- | ------------ | ----------------------------------- | ------------------- | --- |
| 1833                                     | 1836         | Baptiste Étienne Baron              |                     | Maire de Dravegny                                                                                           |
| 1833                                     |              | Hippolyte Bertou-Piron              |                     | Négociant à Fère-en-Tardenois et à Saint-Quentin                                                            |
| 1836                                     | 1848         | M. Lefebvre                         |                     | Notaire, maire de Fère-en-Tardenois                                                                         |
|                                          |              |                                     |                     | |
|                                          | 1881 (décès) | Eugène René Lesguillier (1829-1881) | Républicain         | Notaire à Fère-en-Tardenois                                                                                 |
|                                          |              |                                     |                     | |
| 1886                                     | 1890 (décès) | Alexandre Leclerc                   | Républicain radical | Adjoint au maire de Fère-en-Tardenois                                                                       |
| 1886                                     | 1890 (décès) | Charles-Joseph Minelle              | Républicain radical | Conseiller municipal de Fère-en-Tardenois, suppléant du juge de paix                                        |
|                                          |              |                                     |                     | |
| 1907                                     |              | Emile-Ernest Barberousse            |                     | Négociant en vins à Fère-en-Tardenois                                                                       |
| 1907                                     | 1919         | M. Delettre                         | Radical             | |
| 19..                                     | 1915 (décès) | Louis-Auguste Éveloy (1850-1915)    | Radical             | Comptable, maire de Saponay                                                                                 |
| 1915                                     | 1919         | siège vacant                        |                     | |
| 1919                                     | 1940         | Victor Bertin (1882-1948)           | URD                 | Propriétaire cultivateur à Préaux, à Villeneuve-sur-Fère                                                    |
| 1937                                     | 1940         | M. Aubry                            | PSF                 | |
| 1940                                     |              |                                     |                     | Les conseils d'arrondissement ont été suspendus par la loi du 12 octobre 1940 et n'ont jamais été réactivés |
| Les données manquantes sont à compléter. |              |                                     |                     | |

### Conseillers généraux de 1833 à 2015
| Période | Période      | Identité                                                 | Étiquette           | Qualité                                                                                                  |
| ------- | ------------ | -------------------------------------------------------- | ------------------- | --- |
| 1833    | 1848 (décès) | Martin Ferdinand Moreau (1769-1848)                      |                     | Marchand de bois Censeur de la Banque de France Propriétaire à Paris                                     |
| 1848    | 1865 (décès) | Ernest Geoffroy de Villeneuve                            | Majorité dynastique | Propriétaire à Chéry-Chartreuve Député (1852-1865)                                                       |
| 1865    | 1871         | Frédéric Moreau (1798-1898)                              |                     | Archéologue Propriétaire à Fère-en-Tardenois                                                             |
| 1871    | 1874         | Marc Roques-Salvaza (1822-1875)                          |                     | Capitaine au régiment d'artillerie à pieds de la Garde Impériale                                         |
| 1874    | 1880         | Auguste Moreau (1831-1904) (petit-fils de Martin Moreau) | Droite              | Propriétaire à Fère-en-Tardenois                                                                         |
| 1880    | 1886         | Désiré-Jules Lesguillier                                 | Républicain         | Ingénieur des Ponts et Chaussées Député (1881-1889) Sous-Secrétaire d'Etat                               |
| 1886    | 1904 (décès) | Auguste Moreau                                           | Droite              | Propriétaire à Fère-en-Tardenois                                                                         |
| 1904    | 1910         | Louis-Joseph Henry                                       | Rad.                | Vétérinaire, maire de Fère-en-Tardenois                                                                  |
| 1910    | 1934         | Roger Joxe (1877-1964)                                   | SFIO                | Médecin, chirurgien militaire Maire de Fère-en-Tardenois (1919-1926)                                     |
| 1934    | 1940         | André Bassot                                             | RG puis PSF         | Industriel à Fère-en-Tardenois puis à Château-Thierry                                                    |
|         |              |                                                          |                     | |
| 1943    | 1945         | Émile Vautrin (1897-1975)                                |                     | Carrossier Conseiller municipal de Fère-en-Tardenois Nommé conseiller départemental en 1943              |
|         |              |                                                          |                     | |
| 1945    | 1979 (décès) | Octave Gébert (1899-1979)                                | SFIO puis DVG       | Cultivateur,ancien résistant Maire de Beuvardes                                                          |
| 1979    | 2004         | Jacques Hurmane                                          | PCF puis IDG        | Professeur Maire de Villeneuve sur Fère (1989-2001)                                                      |
| 2004    | 2015         | Isabelle Vasseur                                         | UMP                 | Infirmière Députée de la cinquième circonscription de l'Aisne (2007-2012) maire de Ronchères (2008-2014) |

### Conseillers départementaux à partir de 2015
| Période élective | Période élective | Mandat | Mandat   | Identité            | Nuance | Nuance | Qualité                                                                      |
| ---------------- | ---------------- | ------ | -------- | ------------------- | ------ | ------ | ---------------------------------------------------------------------------- |
| 2015             | 2021             | 2015   | 2021     | Carole Deruy        |        | LR     | Cadre socio-éducatif à Fère-en-Tardenois, conseillère municipale depuis 2020 |
| 2015             | 2021             | 2015   | 2021     | François Rampelberg |        | DVD    | Maire de Braine 9ème Vice-Président du Conseil départemental                 |
| 2021             | 2028             | 2021   | en cours | Carole Deruy        |        | LR     | Cadre socio-éducatif et conseillère municipale de Fère-en-Tardenois          |
| 2021             | 2028             | 2021   | en cours | François Rampelberg |        | DVD    | Maire de Braine 2ème Vice-président (Ruralité et Solidarité territoriale)    |

#### Élections de mars 2015
À l'issue du premier tour des élections départementales de 2015, deux binômes sont en ballottage : Mireille Chevet et Romain Lepage (FN, 40,88 %) et Carole Deruy et François Rampelberg (UMP, 24,79 %). Le taux de participation est de 55,75 % (11 154 votants sur 20 006 inscrits) contre 53,32 % au niveau départemental et 50,17 % au niveau national.
Au second tour, Carole Deruy et François Rampelberg (UMP) sont élus Conseillers départementaux de l'Aisne avec 52,51 % des suffrages exprimés et un taux de participation de 55,88 % (5 432 voix pour 11 180 votants et 20 007 inscrits).

#### Élections de juin 2021
Le premier tour des élections départementales de 2021 est marqué par un très faible taux de participation (33,26 % au niveau national). Dans le canton de Fère-en-Tardenois, ce taux de participation est de 35,71 % (7 212 votants sur 20 194 inscrits) contre 34,94 % au niveau départemental. À l'issue de ce premier tour, deux binômes sont en ballottage : Carole Deruy et François Rampelberg (DVD, 61,7 %) et François Curinier et Angelina Lacan (RN, 38,3 %).
Le second tour des élections est marqué une nouvelle fois par une abstention massive équivalente au premier tour. Les taux de participation sont de 34,3 % au niveau national, 34,65 % dans le département et 35,06 % dans le canton de Fère-en-Tardenois. Carole Deruy et François Rampelberg (DVD) sont élus avec 64,19 % des suffrages exprimés (4 294 voix pour 7 084 votants et 20 205 inscrits),.

## Composition

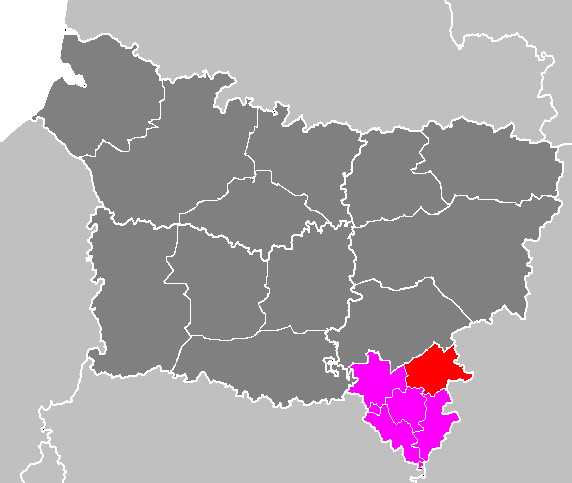
Situation du canton de Fère-en-Tardenois dans le département de l'Aisne avant 2015.

### Composition avant 2015
Le canton de Fère-en-Tardenois regroupait 23 communes et comptait 9 576 habitants en 2012.
| Nom                           | Code Insee | Codepostal | Superficie (km2) | Population (dernière pop. légale) | Densité (hab./km2) |
| ----------------------------- | ---------- | ---------- | ---------------- | --------------------------------- | ------------------ |
| Fère-en-Tardenois (chef-lieu) | 02305      | 02130      | 20,40            | 3 191 (2012)                      | 156                |
| Beuvardes                     | 02083      | 02130      | 15,66            | 722 (2012)                        | 46                 |
| Brécy                         | 02119      | 02210      | 9,98             | 354 (2012)                        | 35                 |
| Bruyères-sur-Fère             | 02127      | 02130      | 9,05             | 198 (2012)                        | 22                 |
| Le Charmel                    | 02164      | 02850      | 9,83             | 325 (2012)                        | 33                 |
| Cierges                       | 02193      | 02130      | 8,22             | 73 (2012)                         | 8,9                |
| Coincy                        | 02203      | 02210      | 17,24            | 1 314 (2012)                      | 76                 |
| Coulonges-Cohan               | 02220      | 02130      | 28,75            | 429 (2012)                        | 15                 |
| Courmont                      | 02227      | 02130      | 9,86             | 118 (2012)                        | 12                 |
| Dravegny                      | 02271      | 02130      | 15,67            | 150 (2012)                        | 9,6                |
| Fresnes-en-Tardenois          | 02332      | 02130      | 8,84             | 259 (2012)                        | 29                 |
| Goussancourt                  | 02351      | 02130      | 8,43             | 117 (2012)                        | 14                 |
| Loupeigne                     | 02442      | 02130      | 7,30             | 85 (2012)                         | 12                 |
| Mareuil-en-Dôle               | 02462      | 02130      | 8,81             | 266 (2012)                        | 30                 |
| Nanteuil-Notre-Dame           | 02538      | 02210      | 3,72             | 63 (2012)                         | 17                 |
| Ronchères                     | 02655      | 02130      | 6,06             | 134 (2012)                        | 22                 |
| Saponay                       | 02699      | 02130      | 9,93             | 263 (2012)                        | 26                 |
| Sergy                         | 02712      | 02130      | 13,32            | 162 (2012)                        | 12                 |
| Seringes-et-Nesles            | 02713      | 02130      | 13,49            | 289 (2012)                        | 21                 |
| Vézilly                       | 02794      | 02130      | 10,74            | 193 (2012)                        | 18                 |
| Villeneuve-sur-Fère           | 02806      | 02130      | 10,30            | 268 (2012)                        | 26                 |
| Villers-Agron-Aiguizy         | 02809      | 02130      | 12,79            | 90 (2012)                         | 7                  |
| Villers-sur-Fère              | 02816      | 02130      | 10,79            | 513 (2012)                        | 48                 |

### Composition à partir de 2015
Le canton de Fère-en-Tardenois regroupe 76 communes depuis le 1er janvier 2022,,.
| Nom                                       | Code Insee | Intercommunalité                   | Superficie (km2) | Population (dernière pop. légale) | Densité (hab./km2) | Modifier                                    |
| ----------------------------------------- | ---------- | ---------------------------------- | ---------------- | --------------------------------- | ------------------ | ------------------------------------------- |
| Fère-en-Tardenois (bureau centralisateur) | 02305      | CA de la Région de Château-Thierry | 20,40            | 2 881 (2022)                      | 141                | modifier les données · modifier les données |
| Aizy-Jouy                                 | 02008      | CC du Val de l'Aisne               | 14,63            | 308 (2022)                        | 21                 | modifier les données · modifier les données |
| Allemant                                  | 02010      | CC du Val de l'Aisne               | 5,13             | 166 (2022)                        | 32                 | modifier les données · modifier les données |
| Augy                                      | 02036      | CC du Val de l'Aisne               | 2,60             | 68 (2022)                         | 26                 | modifier les données · modifier les données |
| Bazoches-et-Saint-Thibaut                 | 02054      | CC du Val de l'Aisne               | 13,62            | 517 (2022)                        | 38                 | modifier les données · modifier les données |
| Beuvardes                                 | 02083      | CA de la Région de Château-Thierry | 15,66            | 741 (2022)                        | 47                 | modifier les données · modifier les données |
| Blanzy-lès-Fismes                         | 02091      | CC du Val de l'Aisne               | 5,27             | 91 (2022)                         | 17                 | modifier les données · modifier les données |
| Braine                                    | 02110      | CC du Val de l'Aisne               | 11,61            | 2 243 (2022)                      | 193                | modifier les données · modifier les données |
| Braye                                     | 02118      | CC du Val de l'Aisne               | 1,34             | 130 (2022)                        | 97                 | modifier les données · modifier les données |
| Brenelle                                  | 02120      | CC du Val de l'Aisne               | 4,34             | 194 (2022)                        | 45                 | modifier les données · modifier les données |
| Bruyères-sur-Fère                         | 02127      | CA de la Région de Château-Thierry | 9,05             | 195 (2022)                        | 22                 | modifier les données · modifier les données |
| Bruys                                     | 02129      | CC du Val de l'Aisne               | 5,70             | 19 (2022)                         | 3,3                | modifier les données · modifier les données |
| Bucy-le-Long                              | 02131      | CC du Val de l'Aisne               | 12,86            | 1 915 (2022)                      | 149                | modifier les données · modifier les données |
| Celles-sur-Aisne                          | 02148      | CC du Val de l'Aisne               | 6,16             | 252 (2022)                        | 41                 | modifier les données · modifier les données |
| Cerseuil                                  | 02152      | CC du Val de l'Aisne               | 4,61             | 88 (2022)                         | 19                 | modifier les données · modifier les données |
| Le Charmel                                | 02164      | CA de la Région de Château-Thierry | 9,83             | 324 (2022)                        | 33                 | modifier les données · modifier les données |
| Chassemy                                  | 02167      | CC du Val de l'Aisne               | 10,85            | 898 (2022)                        | 83                 | modifier les données · modifier les données |
| Chavignon                                 | 02174      | CC du Val de l'Aisne               | 11,55            | 852 (2022)                        | 74                 | modifier les données · modifier les données |
| Chavonne                                  | 02176      | CC du Val de l'Aisne               | 3,62             | 210 (2022)                        | 58                 | modifier les données · modifier les données |
| Chéry-Chartreuve                          | 02179      | CC du Val de l'Aisne               | 13,69            | 379 (2022)                        | 28                 | modifier les données · modifier les données |
| Chivres-Val                               | 02190      | CC du Val de l'Aisne               | 5,54             | 532 (2022)                        | 96                 | modifier les données · modifier les données |
| Cierges                                   | 02193      | CA de la Région de Château-Thierry | 8,22             | 64 (2022)                         | 7,8                | modifier les données · modifier les données |
| Ciry-Salsogne                             | 02195      | CC du Val de l'Aisne               | 8,95             | 892 (2022)                        | 100                | modifier les données · modifier les données |
| Clamecy                                   | 02198      | CC du Val de l'Aisne               | 3,40             | 238 (2022)                        | 70                 | modifier les données · modifier les données |
| Condé-sur-Aisne                           | 02210      | CC du Val de l'Aisne               | 3,73             | 358 (2022)                        | 96                 | modifier les données · modifier les données |
| Coulonges-Cohan                           | 02220      | CA de la Région de Château-Thierry | 28,75            | 443 (2022)                        | 15                 | modifier les données · modifier les données |
| Courcelles-sur-Vesle                      | 02224      | CC du Val de l'Aisne               | 8,81             | 348 (2022)                        | 40                 | modifier les données · modifier les données |
| Courmont                                  | 02227      | CA de la Région de Château-Thierry | 9,86             | 123 (2022)                        | 12                 | modifier les données · modifier les données |
| Couvrelles                                | 02230      | CC du Val de l'Aisne               | 7,50             | 177 (2022)                        | 24                 | modifier les données · modifier les données |
| Cys-la-Commune                            | 02255      | CC du Val de l'Aisne               | 4,39             | 159 (2022)                        | 36                 | modifier les données · modifier les données |
| Dhuizel                                   | 02263      | CC du Val de l'Aisne               | 6,81             | 113 (2022)                        | 17                 | modifier les données · modifier les données |
| Dravegny                                  | 02271      | CA de la Région de Château-Thierry | 15,67            | 132 (2022)                        | 8,4                | modifier les données · modifier les données |
| Fresnes-en-Tardenois                      | 02332      | CA de la Région de Château-Thierry | 8,84             | 278 (2022)                        | 31                 | modifier les données · modifier les données |
| Goussancourt                              | 02351      | CA de la Région de Château-Thierry | 8,43             | 117 (2022)                        | 14                 | modifier les données · modifier les données |
| Jouaignes                                 | 02393      | CC du Val de l'Aisne               | 7,84             | 139 (2022)                        | 18                 | modifier les données · modifier les données |
| Laffaux                                   | 02400      | CC du Val de l'Aisne               | 6,76             | 154 (2022)                        | 23                 | modifier les données · modifier les données |
| Lesges                                    | 02421      | CC du Val de l'Aisne               | 6,65             | 84 (2022)                         | 13                 | modifier les données · modifier les données |
| Lhuys                                     | 02427      | CC du Val de l'Aisne               | 4,95             | 139 (2022)                        | 28                 | modifier les données · modifier les données |
| Limé                                      | 02432      | CC du Val de l'Aisne               | 5,55             | 191 (2022)                        | 34                 | modifier les données · modifier les données |
| Loupeigne                                 | 02442      | CA de la Région de Château-Thierry | 7,30             | 87 (2022)                         | 12                 | modifier les données · modifier les données |
| Mareuil-en-Dôle                           | 02462      | CA de la Région de Château-Thierry | 8,81             | 223 (2022)                        | 25                 | modifier les données · modifier les données |
| Margival                                  | 02464      | CC du Val de l'Aisne               | 5,47             | 369 (2022)                        | 67                 | modifier les données · modifier les données |
| Missy-sur-Aisne                           | 02487      | CC du Val de l'Aisne               | 3,25             | 628 (2022)                        | 193                | modifier les données · modifier les données |
| Monampteuil                               | 02490      | CC du Val de l'Aisne               | 5,86             | 123 (2022)                        | 21                 | modifier les données · modifier les données |
| Mont-Notre-Dame                           | 02520      | CC du Val de l'Aisne               | 9,96             | 742 (2022)                        | 74                 | modifier les données · modifier les données |
| Mont-Saint-Martin                         | 02523      | CC du Val de l'Aisne               | 5,81             | 70 (2022)                         | 12                 | modifier les données · modifier les données |
| Nanteuil-la-Fosse                         | 02537      | CC du Val de l'Aisne               | 7,36             | 196 (2022)                        | 27                 | modifier les données · modifier les données |
| Nanteuil-Notre-Dame                       | 02538      | CA de la Région de Château-Thierry | 3,72             | 83 (2022)                         | 22                 | modifier les données · modifier les données |
| Neuville-sur-Margival                     | 02551      | CC du Val de l'Aisne               | 3,65             | 114 (2022)                        | 31                 | modifier les données · modifier les données |
| Ostel                                     | 02577      | CC du Val de l'Aisne               | 9,10             | 91 (2022)                         | 10                 | modifier les données · modifier les données |
| Paars                                     | 02581      | CC du Val de l'Aisne               | 5,15             | 314 (2022)                        | 61                 | modifier les données · modifier les données |
| Pargny-et-Filain                          | 02589      | CC du Val de l'Aisne               | 9,79             | 371 (2022)                        | 38                 | modifier les données · modifier les données |
| Pont-Arcy                                 | 02612      | CC du Val de l'Aisne               | 3,18             | 118 (2022)                        | 37                 | modifier les données · modifier les données |
| Presles-et-Boves                          | 02620      | CC du Val de l'Aisne               | 9,61             | 327 (2022)                        | 34                 | modifier les données · modifier les données |
| Quincy-sous-le-Mont                       | 02633      | CC du Val de l'Aisne               | 5,04             | 62 (2022)                         | 12                 | modifier les données · modifier les données |
| Ronchères                                 | 02655      | CA de la Région de Château-Thierry | 6,06             | 152 (2022)                        | 25                 | modifier les données · modifier les données |
| Saint-Mard                                | 02682      | CC du Val de l'Aisne               | 4,69             | 116 (2022)                        | 25                 | modifier les données · modifier les données |
| Sancy-les-Cheminots                       | 02698      | CC du Val de l'Aisne               | 4,53             | 98 (2022)                         | 22                 | modifier les données · modifier les données |
| Saponay                                   | 02699      | CA de la Région de Château-Thierry | 9,93             | 270 (2022)                        | 27                 | modifier les données · modifier les données |
| Les Septvallons                           | 02439      | CC du Val de l'Aisne               | 38,14            | 1 234 (2022)                      | 32                 | modifier les données · modifier les données |
| Sergy                                     | 02712      | CA de la Région de Château-Thierry | 13,32            | 137 (2022)                        | 10                 | modifier les données · modifier les données |
| Seringes-et-Nesles                        | 02713      | CA de la Région de Château-Thierry | 13,49            | 268 (2022)                        | 20                 | modifier les données · modifier les données |
| Serval                                    | 02715      | CC du Val de l'Aisne               | 2,14             | 42 (2022)                         | 20                 | modifier les données · modifier les données |
| Soupir                                    | 02730      | CC du Val de l'Aisne               | 10,20            | 270 (2022)                        | 26                 | modifier les données · modifier les données |
| Tannières                                 | 02735      | CC du Val de l'Aisne               | 2,55             | 16 (2022)                         | 6,3                | modifier les données · modifier les données |
| Terny-Sorny                               | 02739      | CC du Val de l'Aisne               | 7,07             | 326 (2022)                        | 46                 | modifier les données · modifier les données |
| Vailly-sur-Aisne                          | 02758      | CC du Val de l'Aisne               | 9,97             | 2 019 (2022)                      | 203                | modifier les données · modifier les données |
| Vasseny                                   | 02763      | CC du Val de l'Aisne               | 3,18             | 204 (2022)                        | 64                 | modifier les données · modifier les données |
| Vaudesson                                 | 02766      | CC du Val de l'Aisne               | 8,42             | 238 (2022)                        | 28                 | modifier les données · modifier les données |
| Vauxtin                                   | 02773      | CC du Val de l'Aisne               | 2,27             | 44 (2022)                         | 19                 | modifier les données · modifier les données |
| Vézilly                                   | 02794      | CA de la Région de Château-Thierry | 10,74            | 184 (2022)                        | 17                 | modifier les données · modifier les données |
| Viel-Arcy                                 | 02797      | CC du Val de l'Aisne               | 6,59             | 172 (2022)                        | 26                 | modifier les données · modifier les données |
| Ville-Savoye                              | 02817      | CC du Val de l'Aisne               | 2,64             | 83 (2022)                         | 31                 | modifier les données · modifier les données |
| Villers-Agron-Aiguizy                     | 02809      | CA de la Région de Château-Thierry | 12,79            | 70 (2022)                         | 5,5                | modifier les données · modifier les données |
| Villers-sur-Fère                          | 02816      | CA de la Région de Château-Thierry | 10,79            | 517 (2022)                        | 48                 | modifier les données · modifier les données |
| Vuillery                                  | 02829      | CC du Val de l'Aisne               | 1,09             | 43 (2022)                         | 39                 | modifier les données · modifier les données |
| Canton de Fère-en-Tardenois               | 0205       |                                    | 626,83           | 27 573 (2022)                     | 44                 | modifier les données                        |

## Démographie

### Démographie avant le redécoupage de 2015
| 1962  | 1968  | 1975  | 1982  | 1990  | 1999  | 2006  | 2007  | 2008  |
| ----- | ----- | ----- | ----- | ----- | ----- | ----- | ----- | ----- |
| 7 685 | 7 794 | 7 822 | 8 136 | 8 615 | 8 913 | 9 337 | 9 404 | 9 458 |

| 2009  | 2010  | 2011  | 2012  | - | - | - | - | - |
| ----- | ----- | ----- | ----- | - | - | - | - | - |
| 9 594 | 9 595 | 9 589 | 9 576 | - | - | - | - | - |

### Démographie après le redécoupage de 2015
En 2022, le canton comptait 27 573 habitants, en évolution de −0,92 % par rapport à 2016 (Aisne : −1,97 %, France hors Mayotte : +2,11 %).
| 2013   | 2018   | 2022   |
| ------ | ------ | ------ |
| 28 004 | 27 712 | 27 573 |